# Gaspar d'Angis
Gaspar d'Angis, född 3 september 2016 i Frankrike, är en fransk varmblodig travhäst. Han tränas av sin ägare Jean-Michel Baudouin och körs oftast av Éric Raffin.
Gaspar d'Angis har hittills sprungit in 867 979 euro på 77 starter varav 19 segrar, 15 andraplatser och 5 tredjeplatser. Hans största seger hittills har kommit i Finale du Grand National du trot (2023).
Han segrade även i Prix de la Manche (2024), Grand Prix du Centre-Est (2024), Prix des Cévennes (2024) och på andraplats i Prix Jean Dumouch (2024), Prix du Luxembourg (2025), Prix du Bois de Vincennes (2025), Prix Jean Riaud (2025) samt på tredjeplats i Prix Chambon P (2025).

## Statistik
| Statistik för Gaspar d'Angis (Ref.) | Statistik för Gaspar d'Angis (Ref.) | Statistik för Gaspar d'Angis (Ref.) | Statistik för Gaspar d'Angis (Ref.) | Statistik för Gaspar d'Angis (Ref.) | Statistik för Gaspar d'Angis (Ref.) |
| ----------------------------------- | ----------------------------------- | ----------------------------------- | ----------------------------------- | ----------------------------------- | ----------------------------------- |
| Starter                             | Placeringar                         | Startprissumma                      | Segerprocent                        | Platsprocent                        | Rekord                              |
| 77                                  | 19-15-5                             | 867 979 euro                        | 25 %                                | 51 %                                | 1.10,5ak,                           |

### Större segrar
| År   | Lopp                             | Kusk        | Vinstbelopp | Grupp   |
| ---- | -------------------------------- | ----------- | ----------- | ------- |
| 2023 | Finale du Grand National du trot | Éric Raffin | 67 500 EUR  | Grupp 2 |
| 2024 | Prix de la Manche                | Éric Raffin | 40 500 EUR  | Grupp 3 |
| 2024 | Grand Prix du Centre-Est         | Éric Raffin | 45 000 EUR  | Grupp 3 |
| 2024 | Prix des Cévennes                | Éric Raffin | 40 500 EUR  | Grupp 3 |